# 椋木ホセマルティン
椋木 ホセ マルティン（むくのき Jose Martin、2000年4月23日 - ）は、日本の男性タレント、YouTuber。

## 人物
兵庫県生まれ、生後3ヶ月でスペインへ移住。2008年、日本に帰国。父はスペイン人と母は日本人のハーフ。
ボナプロに所属し、モデルとして芸能界にデビュー。サンミュージックアカデミー東京校に入校した後、サンミュージックブレーン所属。2016年退所。

## 出演

### テレビ番組
- 天才てれびくんシリーズ（NHK教育テレビ→NHK Eテレ） - てれび戦士
  - 天才てれびくんMAX（2010年3月29日 - 2011年4月7日） - 椋木 ホセマルティン名義
  - 大!天才てれびくん（2011年4月11日 - 2012年3月29日） - 椋木 マルティン名義
- 夏休みのオススメ キッズの大冒険（2012年6月、テレビ東京）

### 広告
- パナソニック オリンピックキャンペーン - スチール